# Горбатов, Тимофей Ефимович
Тимофей Ефимович Горбатов (1849 — не ранее 1912) — член III Государственной думы от Саратовской губернии, крестьянин.

## Биография
Православный, крестьянин села Перещепного Гусельской волости Камышинского уезда.
Начальное образование получил дома, был малограмотным. Занимался земледелием (30 десятин). В течение девяти лет был волостным старшиной, 12 лет — гласным Камышинского уездного земского собрания и 12 лет — председателем присяжных заседателей при окружном суде. В 1896 году был командирован в Москву от Камышина на коронацию Николая II.
В 1907 году был избран в члены III Государственной думы от Саратовской губернии съездом уполномоченных от волостей. Входил во фракцию умеренно-правых, с 3-й сессии — в русскую национальную фракцию. Состоял членом продовольственной и по переселенческому делу комиссий.
Дальнейшая судьба неизвестна.